# تيري لامب
تيري لامب (بالإنجليزية: Terry Lamb)‏ هو لاعب دوري الرغبي أسترالي، ولد في 15 سبتمبر 1961 في سيدني في أستراليا.